# George Harvey
George Henry Harvey (ur. 9 stycznia 1878 w Gloucestershire, zm. 6 października 1960 w Alicedale) – południowoafrykański strzelec sportowy specjalizujący się w konkurencjach karabinowych, olimpijczyk.
Harvey wystartował podczas V Letnich Igrzysk Olimpijskich w 1912 roku w pięciu konkurencjach. Najlepszy wynik indywidualnie osiągnął w strzelaniu z karabinu wojskowego z 300 metrów w trzech postawach – zajął 10. miejsce zdobywając 90 punktów. W strzelaniu z karabinu wojskowego z 600 metrów w postawie dowolnej zajął 21., a w strzelaniu z karabinu dowolnego z 300 metrów w trzech postawach 40. miejsce. W konkurencjach drużynowych zajmował kolejno 6. miejsce w strzelaniu z karabinu dowolnego z 300 metrów w trzech postawach oraz 4. miejsce w strzelaniu z karabinu wojskowego.
Osiem lat później wystartował w pięciu konkurencjach podczas VII Letnich Igrzysk Olimpijskich w 1920 roku. Jedyną konkurencją indywidualną w jakiej startował było strzelanie z karabinu małokalibrowego z 50 metrów w postawie stojącej, lecz jego wynik jest nieznany. W czterech konkurencjach drużynowych zajął drugie miejsce i zdobył tytuł wicemistrza olimpijskiego w strzelaniu z karabinu wojskowego z 600 metrów leżąc. W pozostałych konkurencjach drużynowych wraz z ekipą Związku Południowej Afryki zajmował kolejno: 5. miejsce w karabinie wojskowym z 300 i 600 metrów leżąc, 8. miejsce w karabinie małokalibrowym z 500 metrów stojąc i 10. miejsce w karabinie dowolnym z 300 metrów w trzech postawach.